# Tři souběžné řeky
Tři souběžné řeky je souhrnné označení pro 15 jádrových území světového dědictví UNESCO v čínské provincii Jün-nan. Území leží, jak název napovídá, v povodí tří velkých asijských řek Jang-c’-ťiang, Mekong a Salwin v jünnanské části pohoří Cheng-tuan-šan. Pro svou unikátnost byl soubor území v roce 2003 přijat na Seznam světového dědictví UNESCO.

## Chráněná území
Chráněná území Tři souběžné řeky Jün-nanu tvoří patnáct chráněných území v osmi oblastech. Tyto oblasti zahrnují:
- tři samostatné části národní přírodní rezervace Gaoligongshan (Kao-li-kung-šan)
- přírodní rezervace Haba Xueshan (Cha-pa-süe-šan) se soutěskou Skákajícího tygra
- přírodní rezervace jezera Bita (Pi-tcha), součást národního parku Pudacuo (Pchu-ta-cchuo) v okrese Shangri-La (Šangri-La)
- přírodní rezervace Yunling (Jün-ling)
- chráněné území Gongshan (Kung-šan)
- chráněné území Yueliangshan (Jüe-liang-šan) v okrese Fugong (Fu-kung), známá také jako hora Kamenného měsíce
- chráněné území Pianma (Pchien-ma) v okrese Lushui (Lu-šuej)
- rezervace Baima-Meili Xue Shan (Paj-ma-Mej-li-süe-šan) s nejvyšším vrcholem 6740 metrů
- chráněné území jezera Julong (Ťü-lung) v okrese Deqin (Te-čchin)
- chráněné území Laowoshan (Lao-wo-šan) v okrese Fugong (Fu-kung)
- chráněné území Hongshan (Chung-šan), součást národního parku Pudacuo (Pchu-ta-cchuo) v okrese Shangri-La
- chráněné území Qianhushan (Čchien-chu-šan, hora Tisíce jezer) v okrese Shangri-La
- chráněné území Laojunshan (Lao-ťün-šan) v autonomním okrese Lanping Bai (Lan-pching Paj) a Pumi (Pchu-mi)